# Gouvernement Cooreman
Royaume de Belgique
de Broqueville I Delacroix I
Le gouvernement Cooreman est un gouvernement catholique-libéral-socialiste qui gouverna la Belgique du 1er juin 1918 jusqu'au 21 novembre 1918.   
D'octobre 1914 à novembre 1918, le gouvernement belge en exil en France siégeait dans l'immeuble Dufayel à Sainte-Adresse.
Gerard Cooreman remplace Charles de Broqueville à la tête du gouvernement en exil après la démission de ce dernier. Considéré par Albert Ier comme un homme de transition, Cooreman ne sera pas reconduit comme Premier ministre après l'armistice du 11 novembre, le Roi confiant à Léon Delacroix la charge de former un nouveau gouvernement.

## Composition
| Ministère                                                   | Nom                   | Parti            |
| ----------------------------------------------------------- | --------------------- | ---------------- |
| Premier et ministre des affaires économiques                | Gérard Cooreman       | Parti catholique |
| Ministre des affaires étrangères                            | Paul Hymans           | Parti libéral    |
| Ministre de l'intérieur                                     | Paul Berryer          | Parti catholique |
| Ministre des arts et des sciences                           | Prosper Poullet       | Parti catholique |
| Ministre de la justice                                      | Henri Carton de Wiart | Parti catholique |
| Ministre des finances                                       | Aloys Vande Vyvere    | Parti catholique |
| Ministre de l'industrie et du travail                       | Armand Hubert         | Parti catholique |
| Ministre de l'agriculture et des travaux publics            | Joris Helleputte      | Parti catholique |
| Ministre des chemins de fer, des postes et de la télégraphe | Paul Segers           | Parti catholique |
| Ministre de la guerre                                       | Armand De Ceuninck    | Parti catholique |
| Ministre de l'intendance civile et militaire                | Emile Vandervelde     | POB              |
| Ministre des colonies                                       | Jules Renkin          | Parti catholique |